# Pedobear
Pedobear (jap. kuma; wym. /ˈpiːdəbɛə/ lub /ˈpɛdəbɛɚ/) – mem internetowy pochodzący z serwisu 4chan.

## Wygląd i zachowanie

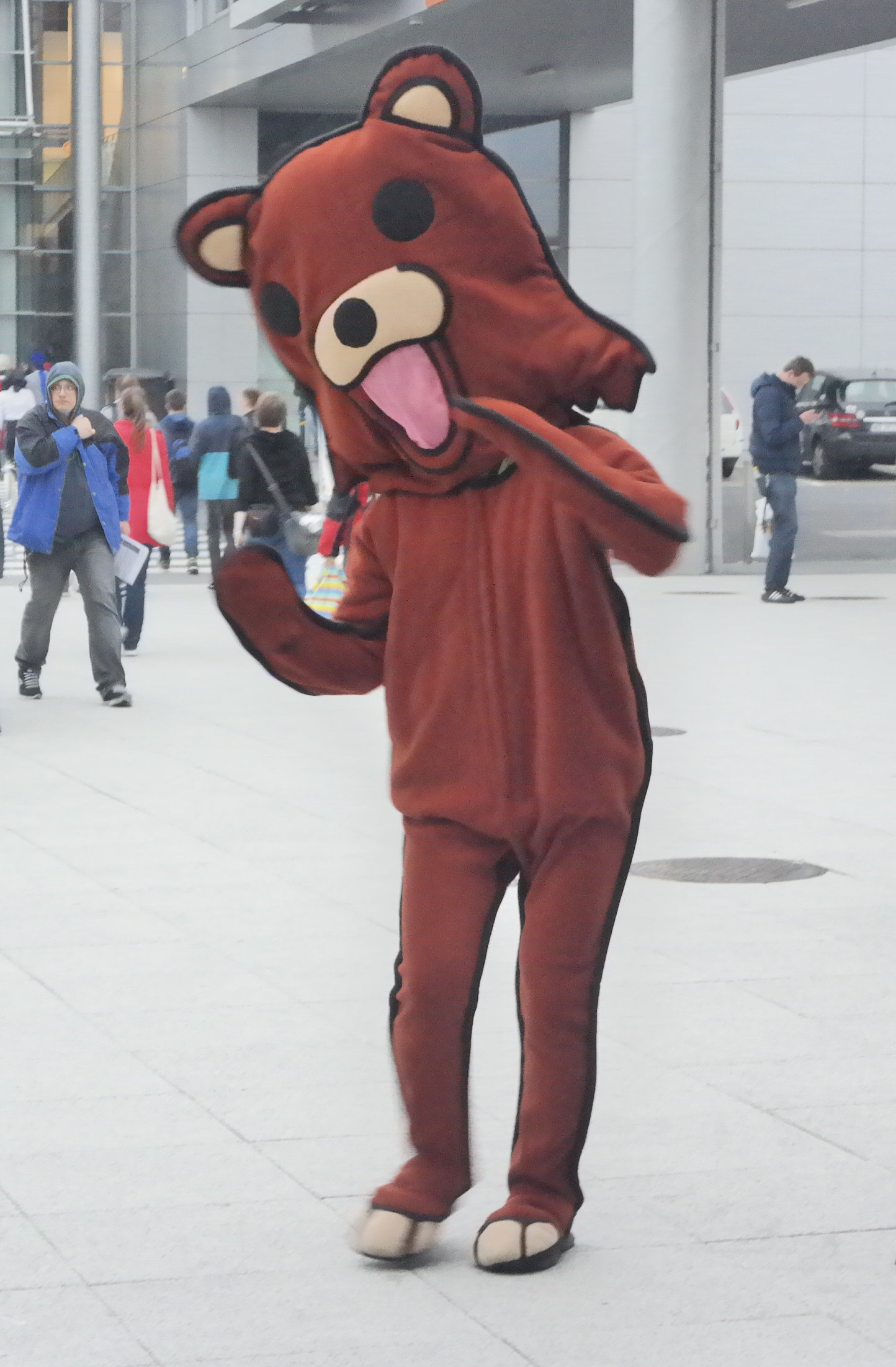
Cosplay, Pyrkon 2017

Pedobear jest ciemnobrązowym niedźwiedziem-pedofilem.

## Nazwa
Początkowo Pedobear nosił imię „Kuma”, co po japońsku oznacza „miś”, gdyż to właśnie w Japonii powstał. Dopiero po przeniesieniu go z Futaba Channel na 4chan zyskał nazwę „Pedobear”.
Nazwa „Pedobear” składa się z dwóch członów: 
1. „pedo” – odnoszącego się do natury mema, jego dewiacji seksualnej jaką jest pedofilia.
2. „bear” – odnoszącego się do wyglądu atrakcyjnego dla małych dzieci (od ang. bear – „miś”, „niedźwiedź”).

## Pedobear w kulturze masowej
Pedobear jest znany głównie z serwisu 4chan, skąd rozprzestrzenił się w internecie. Jest bohaterem fotomontaży z udziałem małych dzieci, przeważnie w kontekście seksualnym, które następnie są przesyłane do działów /b/ i /gif/ w serwisie 4chan oraz do serwisów takich jak The Demotivators, oraz YouTube. 
Mimo swojej nazwy i natury jest postrzegany raczej jako postać budząca śmiech ze względu na swoje zachowanie i sposób przedstawienia.
4 lutego 2010 roku „Gazeta Olsztyńska” umieściła na swej okładce zdjęcie z olimpiady zimowej w Vancouver, przedstawiające Pedobeara w otoczeniu maskotek igrzysk. Zdjęcie użyte przez „Gazetę Olsztyńską” było fotomontażem wykonanym przez Kanadyjczyka Michaela R. Barricka, czego redaktorzy gazety nie spostrzegli.
W styczniu 2011 roku, postać Pedobeara została ponownie wykorzystana w reklamie szyldu nowo otwartego przedszkola w Mysłowicach. Tak jak w przypadku artykułu w Gazecie Olsztyńskiej - grafik agencji reklamowej, wykonujący szyld na zlecenie przedszkola, nie był świadomy tego, jak rysunek misia jest odbierany przez internautów. Po trzech dniach od publikacji informacji na portalach internetowych, szyld został zdjęty, a następnie zastąpiono go innym.